# Stanisław Madej (działacz komunistyczny)
Stanisław Madej, ps. „Kajetan” (ur. 11 listopada 1910 w Wierzchowisku, zm. 18 października 1980 w Warszawie) – polski działacz komunistyczny, prezes Polskiego Związku Niewidomych, szef sztabu Gwardii Ludowej w Łodzi.

## Życiorys
Urodził się w rodzinie Michała i Katarzyny z domu Błaut. Ukończył naukę w szkole powszechnej w Wierzchowisku, a w 1928 zdał maturę w gimnazjum im. Króla Kazimierza Wielkiego w Olkuszu. W 1926 został członkiem Komunistycznego Związku Młodzieży Polski – w ramach działalności w organizacji w czasie manifestacji potępiającej przewrót majowy przemawiał na rynku w Olkuszu – został wówczas aresztowany i odmówiono mu możliwości edukacji na wyższych uczelniach, w 1929 podjął pracę w klasowym Związku Zawodowym Robotników Rolnych, w ramach którego prowadził w różnych powiatach działalność agitacyjną, organizatorską i oświatową, w tym samym roku został członkiem Komunistycznej Partii Polski. W związku ze swoim wystąpieniem krytykującym wyzysk członków Związku Zawodowego Robotników Rolnych został wykluczony z ZZRR i zmuszony do zmiany pracy, co wpłynęło na jego wyjazd w 1932 do Łodzi. W 1934 podjął pracę w wykończalni Widzewskiej Manufaktury, gdzie szybko został delegatem w klasowym Związku Włókniarzy, a następnie przewodniczącym Rady Delegatów. W ramach niniejszej działalności był m.in. organizatorem i przewodniczącym strajków, w związku z czym bywał aresztowany i przesiedział łącznie ok. 3 lat w więzieniu.
W 1938 roku, po rozwiązaniu KPP został członkiem grupy komunistycznej „Czerwony Widzew”, w ramach której podczas okupacji niemieckiej i po zajęciu jego fabryki przez Niemców i przemianowaniu jej na „Zellgarn”, organizował sabotaże. Ponadto od 1942 był członkiem Komitetu Okręgowego Polskiej Partii Robotniczej Łódź-Miasto oraz był szefem sztabu Gwardii Ludowej w Łodzi. W 1943 został zatrzymany za swoją działalność przez łódzkie Gestapo i torturowany, następnie zesłany do obozu koncentracyjnego Mauthausen-Gusen. W kwietniu 1945 odbył marsz śmierci pomiędzy obozem w Aflenz a obozem w Ebensee, podczas którego z 600 więźniów do Ebensee doszło 319. Obóz został wyzwolony przez Amerykanów. Po wyzwoleniu Madej zaangażował się w działalność komunistyczną w Ebensee, gdzie po nawiązaniu współpracy z lokalnymi działaczami redagował gazetę „Ebensee Nachrichten”.
Po powrocie do Łodzi został instruktorem Komitecie Wojewódzkim Polskiej Partii Robotniczej. W grudniu 1945 został przewodniczącym Komisji Specjalnej do Walki z Nadużyciami i Szkodnictwem Gospodarczym w Łodzi, był przewodniczącym Związku Uczestników Walki Zbrojnej o Niepodległość i Demokrację, przewodniczącym Komisji Rewizyjnej Związku Byłych Więźniów Politycznych. W 1949 został przewodniczącym Komisji Specjalnej do Walki z Nadużyciami i Szkodnictwem Gospodarczym w Warszawie, działał także jako członek zarządu Centrali Spółdzielni Inwalidów oraz Centralnego Związku Spółdzielczości Pracy oraz był prezesem Komisji Rewizyjnej Związku Spółdzielni Inwalidów.
W 1951 został osobą niewidomą, co wpłynęło na jego późniejszą działalność – w 1952 został członkiem Polskiego Związku Niewidomych, a z czasem również wiceprezesem Zarządu Głównego oraz kierownikiem wydawnictwa związku i redaktorem naczelnym czasopisma „Pochodnia”. W latach 1964–1969 prezesem Zarządu Głównego PZN. Ponadto był członkiem Rady Nadzorczej Centrali Ubezpieczeń Społecznych, Rady Naukowej Zakładu Badawczego Związku Spółdzielni Niewidomych, Rady Techniczno-Ekonomicznej Przedsiębiorstwa Sprzętu Rehabilitacji ZSI, był wiceprzewodniczącym Komitetu Europejskiego Światowej Rady Pomocy Niewidomym.

### Życie prywatne
Jego żoną była Barbara Madej. Na skutek pobicia przez Gestapo oraz awitaminozy Madej powoli tracił wzrok, w 1951 tracąc go całkowicie.
Madej był świadkiem na ślubie Michaliny Tatarkówny-Majkowskiej i Karola Majkowskiego.
W 1959 przeszedł 2 zawały serca. Zmarł w 1980 w Warszawie. Został pochowany na cmentarzu komunalnym Doły w Łodzi (kwatera IV-3-3).

## Ordery i odznaczenia
- Order Sztandaru Pracy I klasy (1979)
- Order Sztandaru Pracy II klasy (1957)[2][1]
- Krzyż Kawalerski Orderu Odrodzenia Polski (3 stycznia 1947)[11]
- Złoty Krzyż Zasługi (dwukrotnie: 8 maja 1946[12], 1955[1])
- Krzyż Partyzancki (1951)[2][1]
- Srebrny Medal „Zasłużonym na Polu Chwały” (1964)
- Medal 30-lecia Polski Ludowej (1972)
- Medal 10-lecia Polski Ludowej (1955)
- Srebrny Medal „Za zasługi dla obronności kraju” (1967)
- Odznaka 1000-lecia Państwa Polskiego (1963)
- Srebrne Odznaczenie im. Janka Krasickiego (1968)
- Odznaka Grunwaldzka (1946)
- Odznaka honorowa „Za Zasługi dla Warszawy” (1979)[1]
- Złota Odznaka honorowa „Zasłużony dla Warmii i Mazur” (1963)
- Honorowa Odznaka miasta Łodzi (1960)
- Złota Odznaka Honorowa Związku Inwalidów Wojennych (1962)
- Złota Odznaka Honorowa Związku Ociemniałych Żołnierzy (1965)
- Złota Odznaka Polskiego Związku Niewidomych (1969)
- Złota Odznaka Związku Emerytów i Rencistów (1970)
- Odznaka Zasłużonego Działacza Ruchu Spółdzielczego (1959)